# Рие Фу
Рие Фу (псевдоним на Рие Фунакоши) (11 януари 1985, Токио) – една от най-известните японски певици. Тя живее между САЩ и Япония заради работата си.
От 1992 до 1995 тя живее в Мериленд със своето семейство. През това време започнала да свири на пиано тогава се заражда любовта ѝ към музиката. Вдъхновение черпи и от Шерил Кроу, Мишел Бранч и други известни поп музиканти от 70-те.
След като се завръща в Япония от 1995 до 2003 завършва основното и средното си образование в Токио. През 2002 се научила да свири и на китара, почти веднага започнала да прави и записва песни. Изпратила демо версия на звукозаписна компания (Sony) и те я приели. Нейният първи сингъл излиза през март 2004. След малко повече от година излиза още един неин хит излъчван в популярното аниме BLEACH (Life is like a boat). След това певицата получава високо признание и търсене. През 2005 нейна песен се появява в още едно аниме Gundam Seed Destiny песента се казва I Wanna Go To A Place... Това е третата нейна песен, която се използва за край на аниме. И през 2006 година нейната песен Until I Say се използва за японката реализация на филма Heidi. През 2007 прави още една песен за края на аниме:Darker than Black песента се казва tsukiakari.
Тя завършва на „Central Saint Martins“ колеж по изкуство и дизайн на Университета за изкуства – Лондон в Изящни изкуства (като се мести от моден дизайн на графичен дизайн) през 2007 г. РИО често прави дизайни на голяма част от собствените си албуми и единични брошури, нейните собствени картини често са включени в тях.
Тя често казва, че голямо влияние върху нея указват Карол Кинг, Джони Мичъл и Юми Мацутоя.
Тя често прави двуезични песни на японски и английски. Въпреки че по-голяма част от песните ѝ са на японски след това те биват преведени на английски и направени техни кавър версии.
На 3 март 2008 година тя реализира една от мечтите си има издаден албум в Англия. Нарича се:Tired & Lonesome. След дебюта ѝ в Англия албума ѝ ще излезе и на европейските пазари.